# Drillia macilenta
Drillia macilenta é uma espécie de gastrópode do gênero Drillia, pertencente a família Drilliidae.